# Sanet y Negrals
Sanet y Negrals község Spanyolországban, Alicante tartományban. Lakosainak száma 722 fő (2024). Sanet y Negrals Beniarbeig, Benidoleig, Benimeli és Tormos (Spanyolország) községekkel határos.

## Népesség
A település lakosságának változását az alábbi diagram mutatja:
| Lakosok száma | 570  | 623  | 684  | 734  | 717  | 670  | 649  | 667  | 702  | 722  |
|               | 2001 | 2004 | 2006 | 2009 | 2011 | 2014 | 2016 | 2019 | 2021 | 2024 |